# Стів Елліс (комікси)
Стів Елліс (англ. Steve Ellis, нар. 14 березня 1971, Нью-Джерсі, США) — американський художник коміксів та ілюстратор, який працював для Wizards of the Coast, DC Comics, WildStorm, White Wolf, Moonstone Books і Marvel Comics.

## Кар'єра
Елліс є ілюстратором і співавтором коміксів Глушителі (разом з Фредом Ван Лентом) і Високий місяць (разом з Девідом Ґаллагером).
Роботи Стіва Елліса були представлені на обкладинках компакт-дисків, комп'ютерних іграх, колекційних картках, книгах, рольових іграх, журналах, іграшках та коміксах. Елліс працював серед інших компаній у Marvel Comics, DC Comics, Wizards of the Coast і Upper Deck. Його роботи Dungeons & Dragons для Wizards of the Coast включають інтер'єрні ілюстрації для Libris Mortis, Frostburn, Lords of Madness, Complete Adventurer і Player's Handbook II.
Працюючи олівцем і чорнилом для відомих ресурсів Marvel Comics і DC Comics, таких як Лобо, Залізна людина і Зелений Ліхтар, Елліс став ініціатором таких нових назв, як Єзабель від Дикий шторм і Багряне Динамо ліній Marvel/Epic. Він створив критично успішну науково-фантастичну серію коміксів Спокій (Tranquility), свою надпотужну епопею Mob Глушники (The Silencers) (разом із співавтором Фредом Ван Лентом) і домігся успіху вигравши онлайн-конкурс коміксів Zuda Comics із улюбленим шанувальниками Високого місяця. Він також створив численні ілюстрації для обкладинок книг та ігор. Стів Елліс взяв на себе художні обов'язки в Green Lantern Corps для DC Comics під час їхньої акції «Convergence» у 2015 році.

## Членство
Елліс є членом Товариства ілюстраторів з 2000 року та є одним із засновників студії Drawbridge (Hypothetical Island/XOXO).

## Нагороди
- Твір Елліса «Високий місяць» (разом із Девідом Ґаллагером і Скоттом О. Брауном) отримав нагороду «Кращий онлайн-комікс» Гарві за 2009 рік.
- Елліс був номінований на премію Гарві 2010 як найкращий чорнильник[6], а також «Найкращий онлайн-комікс» за «Високий місяць»[7]
- Елліс був номінований на премію Гарві 2011 як найкращий чорнильник.[8]
- Елліс був номінований на премію Гарві 2013 за найкращий малюнок чорнилом і найкращу обкладинку[9]
- Елліс (разом з Девідом Ґаллагером і Скоттом О. Брауном) був номінований на премію Гарві 2014 за «Єдиного живого хлопчика» в категорії «Найкраще графічне видання для молодих читачів»[10]
- Елліс (зі співавтором Девідом Ґаллагером) був номінований на премію Гарві 2016 за «Єдиного живого хлопчика» в категорії «Найкраще графічне видання для молодих читачів»[11]
- Елліс був номінований як «Найкращий виконавець» на Ringo Awards 2019 за роботу над «Єдиним живим хлопчиком». Його робота Омнібук «Єдиний живий хлопчик» також була номінована в категорії «Найкраща презентація в дизайні»[12]

### Acclaim Comics
- H.A.R.D Corps
- Ninjak

### Amazon Studios
- Розкадровки «Це прийшло поштою».

### AMC
- Поворот
- Пуститися берега: вартість ведення бізнесу
- Пуститися берега: все погане
- Краще подзвоніть Солу: розвиток клієнтів

### Archaia
- Безсмертні: Боги та Герої

### Bottled Lightning
- Єдиний живий хлопчик (з письменником і співавтором Девідом Ґаллагером)
- Єдина жива дівчина (з письменником і співавтором Девідом Ґаллагером)

### comiXology
- Блок 13 (разом із письменником і співавтором Девідом Ґаллагером)
- Блок 13: Процес Пандори (разом із письменником і співавтором Девідом Ґаллагером)

### Dark Horse Comics
- Глушники

### DC Comics
- Високий місяць — веб-комікс Zuda — разом із письменником і співавтором Девідом Ґаллагером
- Зелений Ліхтар
- Корпус Зелених Ліхтарів
- Яструбиний чоловік
- Лобо

### Image Comics
- Мертві землі: Шість гармат диявола (з письменником і співавтором Девідом Ґаллагером)

### White Wolf
- Аберрантський Аберрант: Еліта
- Аберрантський Аберрант: Посібник гравців
- Аберрантський Аберрант: Директива
- Аберрантський Аберрант по всьому світу: Фаза I
- Аберрантський Аберрант: Рік перший
- Перевтілення: Сновидіння — це удача дурня: шлях простолюдина
- Перевтілення: Країна восьми мільйонів мрій
- Демон: Супутник оповідачів про демонів занепалих
- Демон: Демон занепалого: Правила для занепалих
- Мисливець: Книга про мисливця Відплати: Месник
- Мисливець: Книга про мисливця Відплати: Захисник
- Мисливець: Посібник з виживання мисливця у Відплаті
- Родичі вбивчих вулиць Сходу
- Маг: Посібник Вознесіння для технократії
- Маг: Вознесіння Маг: Вознесіння Виправлене видання
- Вампір: Книга клану Маскараду: Виправлене видання
- Перевертень: Апокаліпсис Апокаліпсису
- Перевертень: Перевертень Апокаліпсису: Апокаліпсис: Виправлене видання
- Світ темряви (старий) Світ темряви: Час Суду

### DreamSmith Books Publishers
- Спокій (як художник, співавтор і співавтор)

### Scholastic Books
- Сповідь вампіра-підлітка (як художник і співавтор)

### Wildstorm
- Єзабель разом із Беном Раабом
- Gen 13

### Marvel Comics
- Залізна людина
- Спайдер-вумен
- Малиновий Динамо зі співавтором Джоном Джексоном Міллером
- Новий офіційний довідник всесвіту Marvel від А до Я: Update (2007)
- Темнояструб
- Галк: Зимова варта
- Даркстар і Зимова гвардія

### Moonstone Books
- Перевертень: Кісткогризи Апокаліпсису — "Полювання на сміття: Проект "Шініґамі
- Перевертень: Апокаліпсис Фенії